# ۳۰ مارس
۳۰ مارس هشتاد و نهمین (در سال‌های کبیسه نودمین) روز سال در گاه‌شماری میلادی است. ۲۷۶ روز تا پایان سال باقی‌است.

## رخدادها
- ۱۸۴۱ - بانک مرکزی یونان تأسیس شد.
- ۱۸۵۶ - جنگ کریمه به پایان رسید.
- ۱۸۶۳ - ویلهلم جورج، شاهزاده دانمارکی با عنوان شاه جرج به پادشاهی یونان رسید.
- ۱۸۶۷ - آلاسکا به ارزش ۷٫۲ میلیون دلار توسط ایالات متحده از امپراتوری روسیه خریداری شد.
- ۱۹۱۲ - با امضای قراردادی بین سلطان عبدالحفیظ و فرانسه، مراکش تحت‌الحمایه فرانسه شد.
- ۱۹۴۵ - جنگ جهانی دوم: قوای ارتش سرخ شوروی وین، پایتخت اتریش را اشغال کردند.
- ۱۹۸۱ - ترور ناموفق رونالد ریگان توسط جان هینکلی

## زادروزها
- ۱۷۴۶ - فرانسیسکو گویا، نقاش اسپانیایی
- ۱۸۵۳ - ونسان ون گوگ، نقاش پسادریافتگر هلندی
- ۱۹۲۶ - اینگوار کمپراد، بازرگان و کارآفرین سوئدی
- ۱۹۵۷ - ماکس آمان، سیاست‌مدار آلمانی و رئیس اتاق مطبوعات رایش سوم
- ۱۹۷۹ – آدریانا لاسترا، سیاستمدار اهل اسپانیا

## درگذشت‌ها
- ۱۹۷۶ – آلبینو بیندا، دوچرخه‌سوار ایتالیایی (ز. ۱۹۰۴)

## مناسبت‌ها
- روز سرزمین در فلسطین[۱]